# Irina Alexandrowa
Irina Alexandrowa (geboren am 2. Oktober 1994) ist eine Handballspielerin aus Kasachstan.
Die 1,83 m große Alexandrowa wird auf der Position linker Rückraum eingesetzt. Sie spielt in ihrem Heimatland beim Verein aus Dostyk.
Für die kasachische Nationalmannschaft spielte sie bei der Weltmeisterschaft 2015 in Dänemark, der Weltmeisterschaft 2019 in Japan und der Weltmeisterschaft 2021 in Spanien. Mit 43 Toren gehörte sie 2021 zu den sechs besten Werferinnen.